# Helmbrechts
Helmbrechts é uma cidade da Alemanha, localizado no distrito de Hof, no estado de Baviera.